# 오웰족
오웰족(영어: Orwellian)은 조지 오웰의 소설인 1984 (소설)에서와 같이 자유롭과 개방된 사회체제를 파괴하는 상태를 묘사할 때 쓰이는 형용어귀이다.  선전 (사회학), 감시, 역정보, 부인주의 등의 참혹한 정책과 의도적인 행위를 묘사할 때 쓰인다.  

## 같이 보기
- 경찰국가
- 대중감시
- 일당제
- 전체주의